# 陳增玉
陳增玉（?—?），江西省袁州府萍鄉縣人，清朝政治人物、同進士出身。
光緒九年（1883年），参加癸未科殿試，登進士三甲6名。同年五月，著以主事分部学习。